# 皮索尼亚诺
皮索尼亚诺（義大利語：Pisoniano），是意大利拉齐奥大区罗马首都广域市的一个市镇。总面积13.2平方公里，人口807人，人口密度61.1人/平方公里（2009年）。ISTAT代码为058077。